# Queens Garden
Oueens Garden was een restaurant in Den Haag dat in de periode 1960-1971 een Michelinster had. Het restaurant verloor zijn ster in 1972, na een koerswijziging van het hotel en het restaurant.
Henri Frisch, tevens eigenaar van 't Koetshuis in Rhenen, was directeur van het hotel tot zijn dood in 1964.
Het gebouw van het hotel bevindt zich naast Paleis Noordeinde. Eigenaar van het hotel is de Levi Lassen Stichting.

## Geschiedenis hotel
In 1912 werd het vegetarische hotel-restaurant Pomona geopend aan de Molenstraat. Enige jaren later werd de naam gewijzigd in Parkhotel. Tegen die tijd had het hotel al naam gemaakt met zijn luxueuze restaurant Queens Garden. In 1968 werd het naastgelegen Hotel De Zalm aangekocht en geïntegreerd. De naam van het hotel werd toen Parkhotel De Zalm. Na een uitgebreide renovatie in 1986 werd de naam van het hotel weer Parkhotel. Die renovatie betekende ook het einde van het restaurant Queen Room, de opvolger van Queens Garden. De ruimte werd toen gesplitst in "Park Room" en "Garden Room" en het openbare restaurant hield op te bestaan.